# Xã Tilden, Quận Cherokee, Iowa
Xã Tilden (tiếng Anh: Tilden Township) là một xã thuộc quận Cherokee, tiểu bang Iowa, Hoa Kỳ. Năm 2010, dân số của xã này là 167 người.